# 智利塔氏魚
智利塔氏魚，為黑頭魚科的其中一種，為深海魚類，分布於東南太平洋智利海域，深度可達1830公尺，體長可達38公分，棲息在中層水域，生活習性不明。

## 扩展阅读
維基物種上的相關：智利塔氏魚